# Bernhard Steffen
Bernhard Steffen (1º giugno 1937) è un ex calciatore tedesco, di ruolo attaccante.

## Carriera

### Nazionale
In Nazionale ha giocato una partita nel 1958 e un'altra nel 1960.